# روبن کوستا
روبن کوستا (انگلیسی: Rubén Cuesta؛ زادهٔ ۱۱ سپتامبر ۱۹۸۱) بازیکن فوتبال اهل اسپانیا است.
از باشگاه‌هایی که در آن بازی کرده‌است می‌توان به باشگاه فوتبال کوردوبا، باشگاه فوتبال اتلتیکو مادرید بی، و باشگاه فوتبال زامورا اشاره کرد.